# Himno nacional del Paraguay
El himno nacional de la República del Paraguay es la composición musical que representa al Paraguay. Conforme con el artículo 139 de la actual Constitución, compone, junto al pabellón y el escudo, los tres símbolos patrios oficiales de la República. La letra fue escrita por el uruguayo Francisco Acuña de Figueroa como "Himno Patriótico" con partitura de Francesco Cassale y fue entregada como obsequio a los comisionados del gobierno de Carlos Antonio López el 20 de mayo de 1846. Acuña de Figueroa es además el autor de la letra del himno nacional de Uruguay.

## Historia
La letra de la canción fue terminada oficialmente por Francisco Acuña de Figueroa el 20 de mayo de 1846.
Aún no está claro quién fue el responsable de la creación de la música. Algunas fuentes afirman que el compositor fue el francés Francisco Sauvageot de Dupuis, mientras que otras afirman que es obra del húngaro Francisco José Debali (Debály Ferenc József), quien compuso la melodía del himno nacional uruguayo. Lo que sí se sabe con certeza es que fue el compositor paraguayo Remberto Giménez quien en 1933 arregló y desarrolló la versión del himno nacional que hoy sigue utilizando el Paraguay.
Aunque el himno nacional tiene muchos versos, en la mayoría de las ocasiones solo se canta el primer verso seguido del coro. Debido a la longitud de la canción, la sección introductoria sin palabras y la segunda mitad del primer verso a menudo se omiten por brevedad cuando se toca el himno nacional antes de un evento deportivo como un partido de fútbol.
Respecto a su composición, se descubrió en 2017 que el compositor italiano Francesco Cassale compuso la melodía para el himno nacional del Uruguay en primer momento (que no es José Debalí el responsable del himno paraguayo cómo se creía antes), y luego sería adaptado como Himno Nacional de la República del Paraguay. Debido a la gran confusión de la autoría original de la partitura musical se propuso reiteradas veces en indagar la verdadera pero fueron ineficaces. No obstante, por encargo del presidente Eusebio Ayala, la composición fue reconstruida a cargo del compositor y músico paraguayo Remberto Giménez y decretado por el Poder Ejecutivo el 12 de mayo de 1934 como el Himno Nacional definitivo sin constar con el autor original de la partitura, siendo esta la adaptación utilizada en la actualidad.
Carlos Antonio López guardó en secreto por muchos años la partitura del himno actual hasta encontrar a un músico capaz de crear una nueva melodía para el Himno Patriótico ya que no aceptaría ejecutar la misma partitura de otra patria como el Estado Oriental, en junio de 1853 llega al Paraguay el músico y compositor francés parisino François Sauvageot Dupois (No confundir con Dupuis, apellido de un profesor francés de aritmética que residía en Paraguay), su principal trabajo fue la de armonizar la Orquesta Militar como Jefe de Música de la República y como profesor de Música en la Academia Literaria, inventando nuevas melodías, entre ellas la composición para el Himno Patriótico, este himno fue estrenado el 25 de diciembre de 1853 y la letra actual fue publicada por primera vez el día treinta y uno del mismo mes por el periódico paraguayo El Semanario de Avisos y Conocimientos Útiles con una frase añadida en latín al final del coro: "Hæc mea Musa levis, magna tua gloria est" Mi musa es tan pequeña para tu magna gloria. Este himno fue tomando más apego por los paraguayos que por el Himno Nacional, eventualmente la melodía compuesta por Dupois casi termina en el olvido, pero fue meticulosamente arreglada también por Remberto Giménez y actualmente se lo conoce como el "Himno de Independencia" con partitura atribuida al poeta Natalicio Talavera.
Esta misma melodía, con letra de Acuña de Figueroa, fue reconstruida para solo una ocasión por el maestro italiano Luis Cavedagni y fue con el fin de la celebración del ascenso como presidente a Juan Bautista Gill el 25 de noviembre de 1874.
La antecesora de este himno data del gobierno de José Gaspar Rodríguez de Francia; fue compuesta una canción patriótica escrita completamente en guaraní, titulada Tetã Purahéi, con autoría del poeta y guitarrista paraguayo Anastasio Rolón. Esta letra le fue entregada al dictador y este lo elevó a la categoría de «Himno de la patria», mediante un edicto publicado el 20 de julio de 1831. Esta fue la composición que se ejecutó traducida al español en la Fiesta de la Jura de Independencia de 1842, más tarde, la letra fue publicada en el periódico El Paraguayo Independiente, el 3 de mayo de 1845, esto no fue sorpresa para nadie debido a que la letra ya era conocida por todos a tres años de su estreno. Este himno terminó siendo lentamente opacado por el Himno Patriótico y hasta 1863 era el oficial, por Orden del presidente Francisco Solano López elevaba como Himno Nacional a la composición de Sauvageot Dupois y con letra de Francisco Acuña este himno primitivo terminó en el desuso oficial pero fue siendo esparcida por los campamentos de Cerro León durante la Guerra Guazú, evolucionando hasta convertirse en la polca épica paraguaya de Campamento Cerro León.

## Letras oficiales del himno
| Letra en español (versión oficial cantada actualmente y autoría de Francisco Acuña de FIgueroa) | Letra en guaraní (versión oficial del himno y autoría de Reinaldo Julián Decoud Larrosa) |
| --- | --- |
| A los pueblos de América infausto, tres centurias un cetro oprimió. Mas un día soberbia surgiendo, ¡basta!, dijo, y el cetro rompió. Nuestros padres lidiando grandiosos ilustraron su gloria marcial, y trozada la augusta diadema enalzaron el gorro triunfal. Y trozada la augusta diadema enalzaron el gorro triunfal. | Tetãnguéra Amerikayguápe, tetãma pytagua ojopy. Sapy'ánte japáy ñapu'ãvo, «ha'evéma», ja'e ha opa. Ñande ru orairõ pu'akápe verapy mara'ỹva oipyhy, ha ojoka omondoho itasã, poguypópe oiko ko tetã. Ha ojoka omondoho itasã, poguypópe oiko ko tetã |
| Paraguayos, ¡República o Muerte! Nuestro brío nos dio libertad; ni opresores, ni siervos alientan, donde reinan unión e igualdad. ¡Unión e igualdad! | Joyke'y Paraguái, iporãma, anive máramo ñañesũ; mbarete ha tĩndy ndaijavéiri oĩhápe joja ha joayhu. ¡Joja ha joayhu! |